# Centro Basket Mondragone 1922
Il Centro Basket Mondragone 1922 è una squadra italiana di pallacanestro con sede nella città di Mondragone. Gioca le sue partite interne al Palazzetto dello sport di Mondragone.
Fu fondata nel 1922 ed attualmente milita nella Serie B Interregionale di pallacanestro maschile.

## Storia

### Gli anni della serie D
Il club fu fondato nel 1922 col nome di Centro Basket Mondragone (C.B.M.) e militò nei campionati regionali minori. Raggiunse rilevanza sportiva nella stagione 2006/2007 con la promozione in serie D (attuale Divisione Regionale 1) dove raggiunse la salvezza ai playout.
Nella stagione successiva 2007/2008 raggiunse nuovamente i playout stavolta non riuscendo a salvarsi; per questo nella stagione sportiva 2008/2009 comprò il titolo della squadra A.S. Avellino 2000 con la quale arrivò nuovamente ai playout evitando la retrocessione che però sarà inevitabile nella stagione successiva (2009/2010).

### Tra promozione, Serie D e la retrocessione in 1° divisione
Dopo la retrocessione la squadra militò in promozione (attuale Divisione Regionale 2) nella stagione 2010/11, raggiungendo la 5° posizione del girone A. Invece nell'annata successiva 2011/12 riuscì a centrare la promozione ai play-off per ritornare in serie D; nella quale, però, non rimase per più di un anno retrocedendo nuovamente in promozione nell'annata 2012/13. 
Nella stagione 2013/14 venne retrocessa in 1° divisione (attuale Divisione Regionale 3) maschile nella quale però raggiunse il primo posto con il 100% di vittorie risalendo immediatamente in promozione, nella quale rimase per le stagioni 2014/15 e 2015/16 arrivando ai play off che vinse nella seconda stagione ritornando in Serie D.
Rimase in Serie D solo per la stagione 2016/17 retrocedendo ai Playout e ritornando i promozione nell'annata 2017/18 dove conquistò l'11° posto. L'anno successivo (stagione 2018/19) la squadra arrivò al 5° posto del campionato di promozione per poi iscriversi in serie C silver (che con l'ultima riforma dei campionati è stata unificata in un unico campionato, la serie C).

### L'ascesa dalla C silver alla B interregionale
Il primo anno in serie C silver fu durante la stagione 2020/21 si concluse con la salvezza grazie al 2° posto nel girone Rosso nella fase retrocessione, mentre fu di maggiore successo la stagione 2021/22 dove, sotto la guida del coach Mario Polverino, la squadra raggiunse la finale dei play-off, che, però, terminò con la sconfitta per mano della squadra di Marigliano. Ma nonostante ciò riuscirà a garantirsi un posto per la serie C Gold.
La permanenza in C Gold durò solo per la stagione 2022/23 dove, sotto la guida del coach Enrico Fabbri, terminò al 2° posto in classifica raggiungendo la serie B interregionale.
Dal 2023 a oggi
Nella stagione 2023/24 la squadra cambiò coach, affidando la guida tecnica al mister Gennaro Di Lorenzo, e raggiungendo a fine stagione il 5° posto nel girone dei playout.
Nell'annata attuale 2024/25 la squadra è posizionata 11° nella classifica Play in-out sotto la guida del coach subentrato a inizio stagione: Fabio Farina.

## Squadra attuale
| Giocatori stagione 2024/25 \| Pos. \| Naz. \| Nome \| Altezza \| Peso \| Data nascita \| \| ---- \| -------------------- \| --------------------- \| ------- \| ----- \| ------------ \| \| P \| Bosnia ed Erzegovina \| Sreten Coralic \| 194 cm \| 76 kg \| 15/2/2004 \| \| G \| Italia \| Di Febo Alessandro \| 185 cm \| 70 kg \| 27/7/2003 \| \| AP \| Italia \| Dovera Elia Alessadro \| * \| * \| 27/2/2005 \| \| AP \| Italia \| Grassi Sergio \| * \| * \| * \| \| AP \| Italia \| Marziali Aldo \| 192 cm \| 80 kg \| 04/3/1989 \| \| AP \| Italia \| Origlia Alessandro \| 176 cm \| 72 kg \| 22/2/2002 \| \| G \| Italia \| Massimo Peluso \| 182 cm \| 75 kg \| 17/7/2004 \| \| C \| Senegal \| Seye Mamadou \| 207 cm \| 90 kg \| 07/8/2004 \| \| G \| Italia \| Verazzo Roberto \| 195 cm \| 85 kg \| 23/9/2003 \| |                      |                       |         |       |              |
| Pos. | Naz.                 | Nome                  | Altezza | Peso  | Data nascita |
| P | Bosnia ed Erzegovina | Sreten Coralic        | 194 cm  | 76 kg | 15/2/2004    |
| G | Italia               | Di Febo Alessandro    | 185 cm  | 70 kg | 27/7/2003    |
| AP | Italia               | Dovera Elia Alessadro | *       | *     | 27/2/2005    |
| AP | Italia               | Grassi Sergio         | *       | *     | *            |
| AP | Italia               | Marziali Aldo         | 192 cm  | 80 kg | 04/3/1989    |
| AP | Italia               | Origlia Alessandro    | 176 cm  | 72 kg | 22/2/2002    |
| G | Italia               | Massimo Peluso        | 182 cm  | 75 kg | 17/7/2004    |
| C | Senegal              | Seye Mamadou          | 207 cm  | 90 kg | 07/8/2004    |
| G | Italia               | Verazzo Roberto       | 195 cm  | 85 kg | 23/9/2003    |